# وليام بينار
وليام فريدريك بينار (من مواليد 1947) هو عالم تربوي أمريكي. اشتهر بعمله في مجال نظرية المنهج الدراسي، ويرتبط بينار ارتباطًا وثيقًا بالحركة المفاهيمية الجديدة في نظرية المناهج الدراسية منذ أوائل السبعينيات. في أوائل السبعينيات، جنبًا إلى جنب مع مادلين جروميت، قدم بينار مفهوم النهج الدراسي، مغيرًا بشكل جذري مفهوم المناهج كاسم إلى المناهج كفعل. بصرف النظر عن مساهماته الأساسية في النظرية، يشتهر بينار بتأسيس مجلة نظرية المناهج الدراسية، وتأسيس مؤتمر بيرغامو حول نظرية المناهج وممارسات الفصول الدراسية، وتأسيس الرابطة الدولية لتقدم دراسات المناهج.
على الرغم من أن بينار معروف بشكل أفضل بمنشوراته المتعلقة بنظرية المناهج، إلا أنه تحدث وكتب أيضًا عن العديد من الموضوعات الأخرى، بما في ذلك التعليم والدراسات الثقافية والدراسات الدولية ودراسات المثليين.